# William Bonac

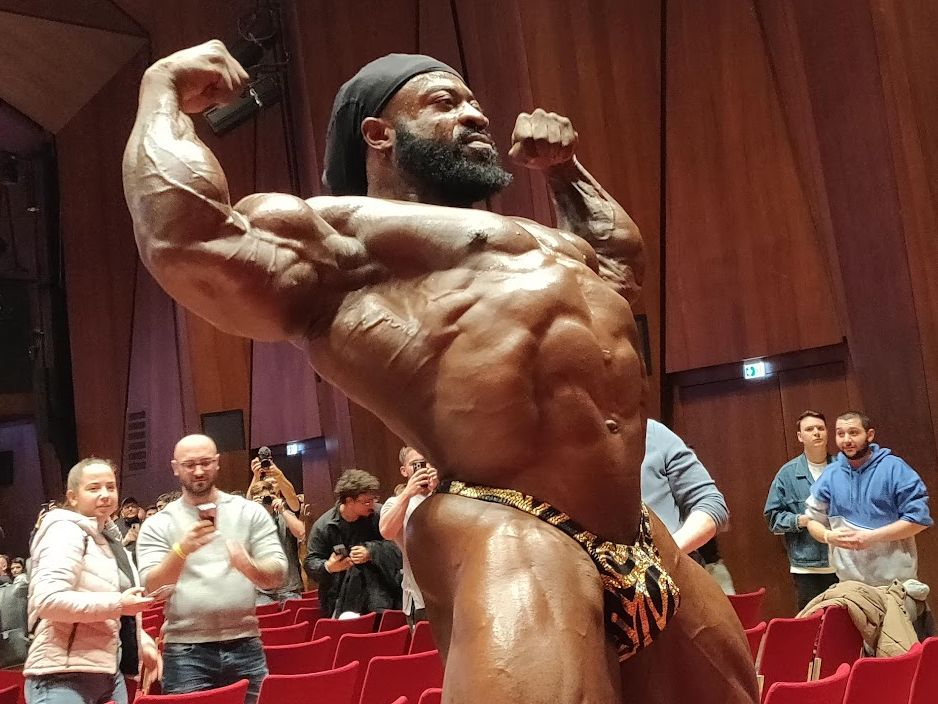
William Bonac beim Gastauftritt beim South German Cup in Erlangen, 6. November 2022

William Bonac (* 18. Mai 1982 in Ghana) ist ein ghanaisch-niederländischer professioneller Bodybuilder.

## Werdegang
Bonac ist in Ghana geboren und verbrachte seine Kindheit dort. Später zog er nach Australien, wo seine Bodybuildingkarriere begann.
Im Alter von 13 Jahren fing er an zu trainieren, um Stress abzubauen. Nach zwei Jahrzehnten Training stand er 2014 zum ersten Mal bei dem Mr. Olympia auf der Bühne, wo er den 15. Platz belegte. Bei dem Mr. Olympia 2015 konnte er sich auf den achten Platz verbessern. 2016 erreichte Bonac den fünften Platz und im darauf folgenden Jahr belegte den dritten Platz. 2018 hatte er seinen bisher größten Erfolg mit dem Gewinn der Arnold Classic in Columbus.

## Privates
Zurzeit lebt und trainiert er in den Niederlanden.

## Erfolge
- 2011 Arnold Amateur Men’s Bodybuilding Heavy – 3. Platz
- 2013 EVL's Prague Pro – 5. Platz
- 2014 Australia Pro Grand Prix – 2. Platz
- 2014 Tampa Pro – 2. Platz
- 2014 EVL's Prague Pro – 8. Platz
- 2014 Arnold Classic Europe – 6. Platz
- 2014 Golden State Pro – 1. Platz
- 2014 Mr. Olympia – 15. Platz
- 2014 Arnold Classic South America – 7. Platz
- 2014 San Marino Pro – 11. Platz
- 2015 EVL's Prague Pro – 5. Platz
- 2015 Dayana Cadeau Pro – 1. Platz
- 2015 Arnold Classic Europe – 6. Platz
- 2015 Mr. Olympia – 8. Platz
- 2015 Nordic Pro – 1. Platz
- 2015 San Marino Pro – 2. Platz
- 2016 Mr. Olympia Europe – 3. Platz
- 2016 Kuwait Pro – 5. Platz
- 2016 EVL'S Prague Pro – 1. Platz
- 2016 Nordic Pro – 1. Platz
- 2016 Mr. Olympia – 5. Platz
- 2016 Arnold Classic Europe – 3. Platz

- 2017 Mr. Olympia – 3. Platz
- 2017 Arnold Classic Europe – 2. Platz
- 2017 EVL'S Prague Pro – 2. Platz
- 2018 Arnold Classic – 1. Platz
- 2018 Arnold Classic Australia – 2. Platz
- 2018 Mr. Olympia – 4. Platz
- 2019 Arnold Classic – 2. Platz
- 2019 Arnold Classic Australia – 1. Platz
- 2019 Mr. Olympia – 2. Platz
- 2020 Arnold Classic – 1. Platz
- 2020 Mr. Olympia – 5. Platz
- 2021 Mr. Olympia – 6. Platz[4]
- 2022 Arnold Classic – 2. Platz
- 2022 Boston Pro – 1. Platz[5]
- 2022 Mr. Olympia – 9. Platz[6]